# 鵠戸沼

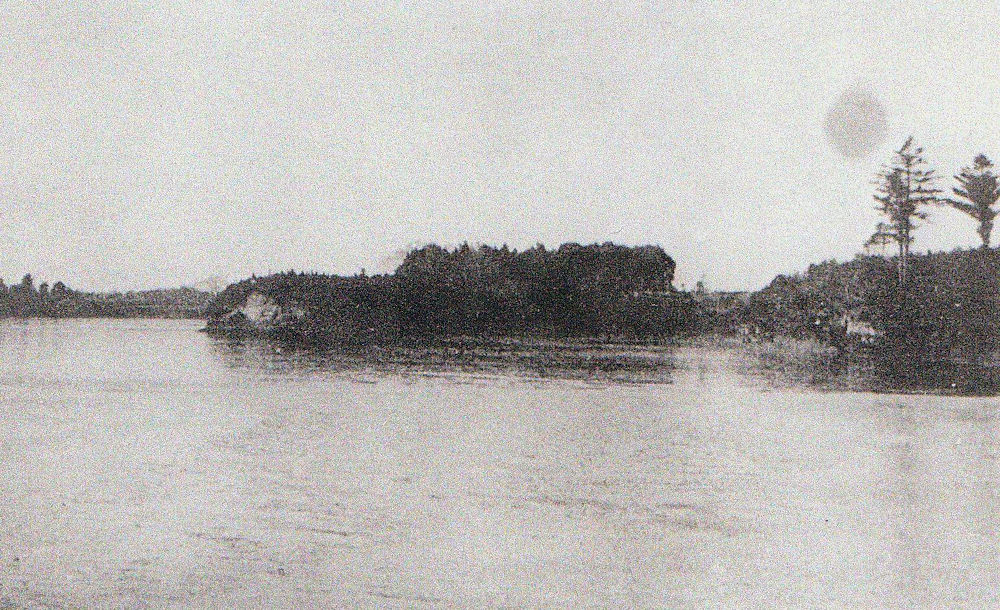
往年の鵠戸沼（1935年）

鵠戸沼（くぐいどぬま）は、茨城県猿島郡境町の南東部および坂東市の南西部にまたがり所在していた沼である。

## 概要
この鵠戸沼は長らく水面を有する沼地であったが、1942年（昭和17年）に農用地の造成のため干拓地としての事業が進められた。この年に農地開発営団の事業所が猿島郡岩井町（現：坂東市）に設置され、鵠戸沼開発期成同盟会が発足した。この時の関係面積は外沼関係が200ha、官有地が132haであった。こうして干拓事業が進行してきたが、1947年（昭和22年）9月のカスリーン台風により水害に遭い、整備された排水機場や樋管が損壊し、開発営団は閉鎖となった。しかしながら事業は農林省が後継し、森戸干拓建設事業として再整備されることとなった。長谷機場幹線排水路が1952年（昭和27年）に外沼に整備され、1953年（昭和28年）に内沼・上沼排水路と第二機場が完成した。これにより610haの干拓地が造成された。同、1953年（昭和28年）に鵠戸沼土地改良区が組合員数1626名にて発足された。やがて整備事業は農林省より茨城県へと引き継がれ、1961年度（昭和36年度）に茨城県営全事業が完了し、今日に至っている。
　

## 所在地
- 茨城県猿島郡境町[2]
- 茨城県坂東市

※上記の地名にまたがり所在している。